# Уоян
Уоя́н — посёлок в Северо-Байкальском районе Бурятии. Образует сельское поселение «Уоянское эвенкийское».

## География
Расположен в 160 км к северо-востоку от районного центра, посёлка Нижнеангарска, на левом берегу Верхней Ангары, юго-западнее автодороги Северобайкальск — Новый Уоян — Таксимо (в 6,5 км), и в 9 км от станции Новый Уоян на Байкало-Амурской магистрали в одноимённом посёлке.

## Население
| 2002 | 2010 | 2012 | 2013 | 2014 | 2015 | 2016 |
| ---- | ---- | ---- | ---- | ---- | ---- | ---- |
| 428  | ↘334 | ↘325 | ↘312 | ↘298 | ↗300 | ↘285 |
| 2017 | 2018 | 2019 | 2020 | 2021 | 2023 | 2024 |
| ↗294 | ↗295 | ↘293 | ↘286 | ↘281 | ↘276 | ↘274 |

## Инфраструктура
Администрация сельского поселения, детский сад, культурно-досуговый центр с библиотекой, дом детского творчества, фельдшерско-акушерский пункт, почтовое отделение, метеостанция. Действуют два территориально-общественных самоуправления (ТОС), эвенкийский кооператив «Чильчигир» (охота, рыболовство, выделка шкур, пошив меховых изделий и др.), две семейно-родовые общины.